# Otterstadt
Otterstadt – miejscowość i gmina w Niemczech, w kraju związkowym Nadrenia-Palatynat, w powiecie Rhein-Pfalz, wchodzi w skład gminy związkowej Rheinauen. Do 30 czerwca 2014 wchodziła w skład gminy związkowej Waldsee.